# Lorenzo Fernández Carranza
Lorenzo Fernández Carranza (Cehegín, 19 de noviembre de 1931 - Murcia, 12 de septiembre de 2001) fue un poeta y dramaturgo español, que utilizó para sus escritos y recitales el nombre Lorenzo F. Carranza.

## Biografía
Nacido en Cehegín en el seno de una familia humilde, pronto empezó a interesarse por la poesía de García Lorca, Miguel Hernández y los clásicos. A los trece años escribió su primera obra de teatro (La infiel doña Pepa), inspirada en La venganza de don Mendo. 
Al finalizar el servicio militar se marcha a Madrid con el propósito de ser actor pero tiene que regresar por un problema de enfermedad. Tras un breve periodo en su pueblo natal decide marcharse a Valencia para hacer los estudios que no pudo hacer en su juventud, costeándoselos con trabajos de modelo de Bellas Artes, camarero, etc. En este periodo se relaciona con José María Párraga, los integrantes del Equipo Crónica, sobre todo con Rafael Sorbes y empieza a recitar su poesía protesta, hecho que le llevara a un exilio en Francia, debido a la presión del régimen franquista. Durante sus diez años en Francia descubre el drama de la emigración española en ese país y decide escribir Años de Ceniza, obra que presenta, a su vuelta a España en 1978, para el Premio Lope de Vega, quedando finalista. En 1979 un recital en el Ateneo de Madrid le abre las puertas a una serie de actuaciones por todo el territorio nacional. En 1981 obtiene el premio Lope de Vega de teatro con Los despojos del invicto señor, obra que creará una gran polémica en su representación en el Teatro Español de Madrid debido a las diferencias entre el autor y el director Antonio Andrés Lapeña. Los últimos años de su vida los pasa en Murcia haciendo recitales para la Obra Social de Caja Murcia por toda la región.

## Obras
- Poesía varia.
- "Años de Ceniza"
- "Los despojos del invicto señor" (Premio Lope de Vega)
- "El Adivino"

## Premios
- Premio Lope de Vega